# جوایز فیلم بفتا
جوایز آکادمی فیلم بریتانیا به اختصار بَفتا (به انگلیسی: British Academy Film Awards، به‌صورت مخفف BAFTA) جوایز سینمایی و فیلم است که هر ساله به میزبانی بفتا برگزار می‌شود.

## مراسم

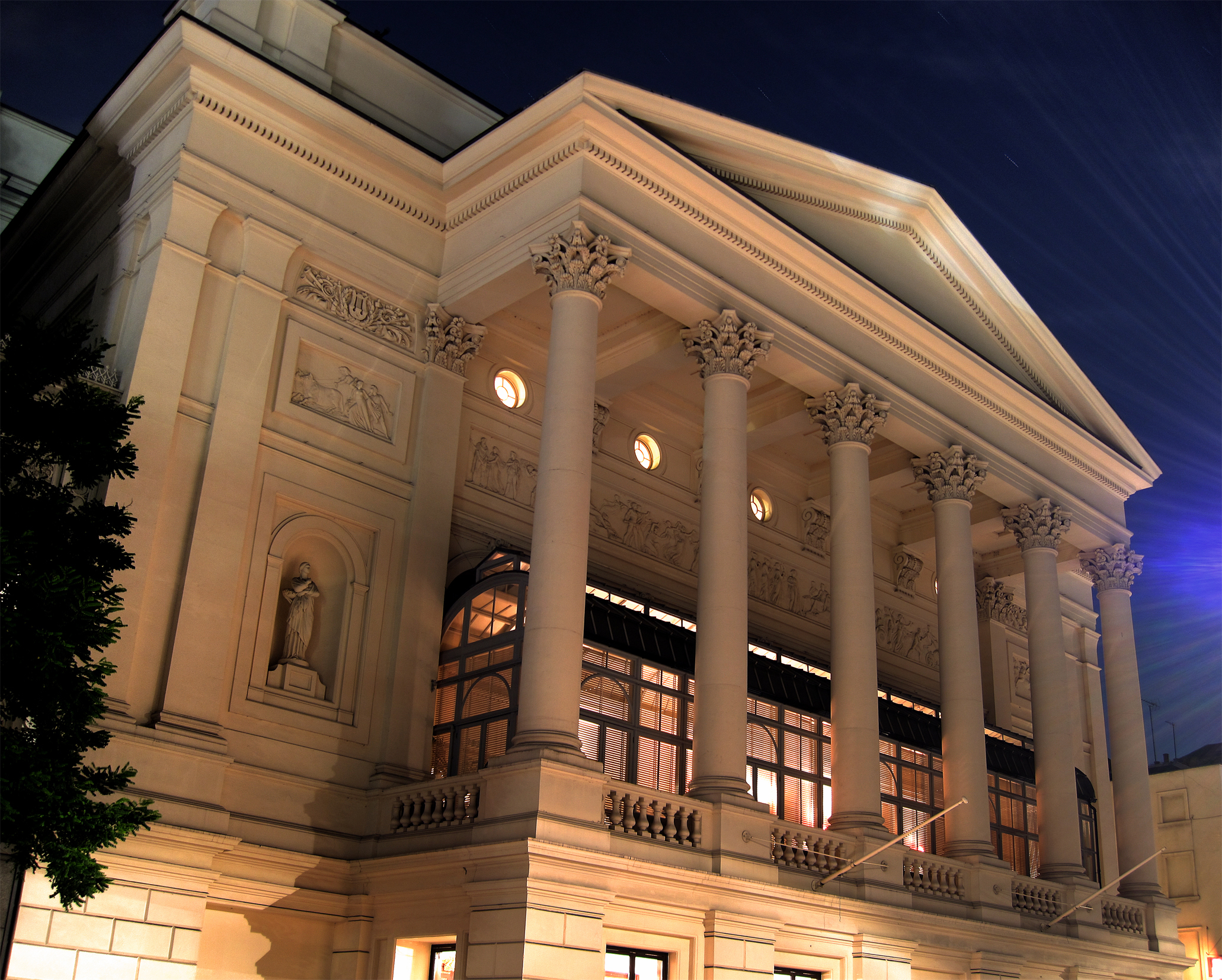
خانه اپرای سلطنتی لندن محل برگزاری مراسم

مکان برگزاری مراسم در دوره های مختلف، تفاوت داشته است، اما آخرین محل برگزاری از هفتادمین دوره جوایز بفتا تا به امروز در رویال آلبرت هال، لندن بوده است.
مراسم جشن سالانه اهدا جوایز معمولاً در ماه‌های آوریل و می هر سال برگزار می‌شود، اما از سال ۲۰۰۲ به بعد به دلیل آنکه قبل از اسکار برگزار شود، زمان برگزاری این مراسم به ماه فوریه تغییر یافت.

## دسته‌بندی جوایز
- جایزه بفتای بهترین فیلم: از سال ۱۹۴۸
- جایزه بفتای بهترین فیلم بریتانیایی: ۱۹۴۸–۱۹۶۸، ۱۹۹۲–تاکنون
- جایزه بفتای بهترین فیلم غیر انگلیسی‌زبان: از سال ۱۹۸۳
- جایزه‌ بفتای بهترین فیلم مستند: ۱۹۴۸–۱۹۸۹، ۲۰۱۲–تاکنون
- جایزه بفتای بهترین فیلم پویانمایی: از سال ۲۰۰۶
- جایزه بفتای بهترین فیلم کوتاه: از سال ۱۹۸۰
- جایزه بفتای بهترین پویانمایی کوتاه: از سال ۱۹۹۰
- جایزه بفتای بهترین کارگردانی: از سال ۱۹۶۸
- جایزه بفتای بهترین فیلم‌نامه اقتباسی: از سال ۱۹۸۴
- جایزه بفتای بهترین فیلم‌نامه غیراقتباسی: از سال ۱۹۸۴
- جایزه بفتای بهترین بازیگر نقش اول مرد: از سال ۱۹۶۸
- جایزه بفتای بهترین بازیگر نقش اول زن: از سال ۱۹۶۸
- جایزه بفتای بهترین بازیگر نقش مکمل مرد: از سال ۱۹۶۹
- جایزه بفتای بهترین بازیگر نقش مکمل زن: از سال ۱۹۶۹
- جایزه بفتای بهترین فیلم‌برداری: از سال ۱۹۶۹
- جایزه بفتای بهترین تدوین: از سال ۱۹۶۸
- جایزه بفتای بهترین طراحی لباس: از سال ۱۹۶۹
- جایزه بفتای بهترین طراحی صحنه: از سال ۱۹۶۹
- جايزه‌ بفتای بهترین چهره‌پردازی و آرايش مو: از سال ۱۹۸۳
- جایزه بفتای بهترین موسیقی فیلم: از سال ۱۹۶۹
- جايزه‌ بفتای بهترین صداگذاری: از سال ۱۹۶۹
- جایزه بفتای بهترین جلوه‌های تصویری: از سال ۱۹۸۳
- جایزه بفتای بهترین گروه بازیگری: از سال ۲۰۲۰
- جایزه ستاره نوظهور بفتا: از سال ۲۰۰۶

## دوره
| واقعه                           | تاریخ         |
| ------------------------------- | ------------- |
| نخستین دوره جوایز بفتا          | ۲۹ مه ۱۹۴۹    |
| دومین دوره جوایز بفتا           | ۲۹ مه ۱۹۴۹    |
| سومین دوره جوایز بفتا           | ۲۹ مه ۱۹۵۰    |
| چهارمین دوره جوایز بفتا         | ۲۲ فوریه ۱۹۵۱ |
| پنجمین دوره جوایز بفتا          | ۸ مه ۱۹۵۲     |
| ششمین دوره جوایز بفتا           | ۵ مارس ۱۹۵۳   |
| هفتمین دوره جوایز بفتا          | ۲۵ مارس ۱۹۵۴  |
| هشتمین دوره جوایز بفتا          | ۱۹۵۵          |
| نهمین دوره جوایز بفتا           | ۱۹۵۶          |
| دهمین دوره جوایز بفتا           | ۱۹۵۷          |
| یازدهمین دوره جوایز بفتا        | ۱۹۵۸          |
| دوازدهمین دوره جوایز بفتا       | ۱۹۵۹          |
| سیزدهمین دوره جوایز بفتا        | ۱۹۶۰          |
| چهاردهمین دوره جوایز بفتا       | ۱۹۶۱          |
| پانزدهمین دوره جوایز بفتا       | ۱۹۶۲          |
| شانزدهمین دوره جوایز بفتا       | ۱۹۶۳          |
| هفدهمین دوره جوایز بفتا         | ۱۹۶۴          |
| هجدهمین دوره جوایز بفتا         | ۱۹۶۵          |
| نوزدهمین دوره جوایز بفتا        | ۱۹۶۶          |
| بیستمین دوره جوایز بفتا         | ۱۹۶۷          |
| بیست و یکمین دوره جوایز بفتا    | ۱۹۶۸          |
| بیست و دومین دوره جوایز بفتا    | ۱۹۶۹          |
| بیست و سومین دوره جوایز بفتا    | ۱۹۷۰          |
| بیست و چهارمین دوره جوایز بفتا  | ۱۹۷۱          |
| بیست و پنجمین دوره جوایز بفتا   | ۱۹۷۲          |
| بیست و ششمین دوره جوایز بفتا    | ۱۹۷۳          |
| بیست و هفتمین دوره جوایز بفتا   | ۱۹۷۴          |
| بیست و هشتمین دوره جوایز بفتا   | ۱۹۷۵          |
| بیست و نهمین دوره جوایز بفتا    | ۱۹۷۶          |
| ۳۰مین دوره جوایز بفتا           | ۱۹۷۷          |
| سی و یکمین دوره جوایز بفتا      | ۱۹۷۸          |
| سی و دومین دوره جوایز بفتا      | ۱۹۷۹          |
| سی و سومین دوره جوایز بفتا      | ۱۹۸۰          |
| سی و چهارمین دوره جوایز بفتا    | ۱۹۸۱          |
| سی و پنجمین دوره جوایز بفتا     | ۱۹۸۲          |
| سی و ششمین دوره جوایز بفتا      | ۱۹۸۳          |
| سی و هفتمین دوره جوایز بفتا     | ۱۹۸۴          |
| سی و هشتمین دوره جوایز بفتا     | ۵ مارس ۱۹۸۵   |
| سی و نهمین دوره جوایز بفتا      | ۱۹۸۶          |
| چهلمین دوره جوایز بفتا          | ۱۹۸۷          |
| چهل و یکمین دوره جوایز بفتا     | ۱۹۸۸          |
| چهل و دومین دوره جوایز بفتا     | ۱۹۸۹          |
| چهل و سومین دوره جوایز بفتا     | ۱۹۹۰          |
| چهل و چهارمین دوره جوایز بفتا   | ۱۷ مارس ۱۹۹۱  |
| چهل و پنجمین دوره جوایز بفتا    | ۱۹۹۲          |
| چهل و ششمین دوره جوایز بفتا     | ۱۹۹۳          |
| چهل و هفتمین دوره جوایز بفتا    | ۱۹۹۴          |
| چهل و هشتمین دوره جوایز بفتا    | ۱۹۹۵          |
| چهل و نهمین دوره جوایز بفتا     | ۲۳ آوریل ۱۹۹۶ |
| پنجاهمین دوره جوایز بفتا        | ۲۹ آوریل ۱۹۹۷ |
| پنجاه و یکمین دوره جوایز بفتا   | ۱۸ آوریل ۱۹۹۸ |
| پنجاه و دومین دوره جوایز بفتا   | ۱۱ آوریل ۱۹۹۹ |
| پنجاه و سومین دوره جوایز بفتا   | ۹ آوریل ۲۰۰۰  |
| پنجاه و چهارمین دوره جوایز بفتا | ۲۵ فوریه ۲۰۰۱ |
| پنجاه و پنجمین دوره جوایز بفتا  | ۲۴ فوریه ۲۰۰۲ |
| پنجاه و ششمین دوره جوایز بفتا   | ۲۳ فوریه ۲۰۰۳ |
| پنجاه و هفتمین دوره جوایز بفتا  | ۱۵ فوریه ۲۰۰۴ |
| پنجاه و هشتمین دوره جوایز بفتا  | ۱۲ فوریه ۲۰۰۵ |
| پنجاه و نهمین دوره جوایز بفتا   | ۱۹ فوریه ۲۰۰۶ |
| شصتمین دوره جوایز بفتا          | ۱۱ فوریه ۲۰۰۷ |
| شصت و یکمین دوره جوایز بفتا     | ۱۰ فوریه ۲۰۰۸ |
| شصت و دومین دوره جوایز بفتا     | ۸ فوریه ۲۰۰۹  |
| شصت و سومین دوره جوایز بفتا     | ۲۱ فوریه ۲۰۱۰ |
| شصت و چهارمین دوره جوایز بفتا   | ۱۳ فوریه ۲۰۱۱ |
| شصت و پنجمین دوره جوایز بفتا    | ۱۲ فوریه ۲۰۱۲ |
| شصت و ششمین دوره جوایز بفتا     | ۱۰ فوریه ۲۰۱۳ |
| شصت و هفتمین دوره جوایز بفتا    | ۱۶ فوریه ۲۰۱۴ |
| شصت و هشتمین دوره جوایز بفتا    | ۸ فوریه ۲۰۱۵  |
| شصت و نهمین دوره جوایز بفتا     | ۱۴ فوریه ۲۰۱۶ |
| هفتادمین دوره جوایز بفتا        | ۱۲ فوریه ۲۰۱۷ |
| هفتاد و یکمین دوره جوایز بفتا   | ۱۸ فوریه ۲۰۱۸ |
| هفتاد و دومین دوره جوایز بفتا   | ۱۰ فوریه ۲۰۱۹ |
| هفتاد و سومین دوره جوایز بفتا   | ۲ فوریه ۲۰۲۰  |
| هفتاد و چهارمین دوره جوایز بفتا | ۱۰ آوریل ۲۰۲۱ |
| هفتاد و پنجمین دوره جوایز بفتا  | ۱۳ مارس ۲۰۲۲  |

## بفتا و سینمای ایران
از سینمای ایران تنها فیلم‌های جدایی نادر از سیمین در ۲۰۱۲ و فیلم فروشنده در ۲۰۱۷ توانسته‌اند نامزد جایزه بفتای بهترین فیلم غیر انگلیسی شوند و فیلم کوتاه دو با دو نیز در سال ۲۰۱۲ موفق شد که نامزد بهترین فیلم کوتاه ۶۵مین دوره جوایز بفتا شود. همچنین مریم مهاجر کارگردان ایرانی-بریتانیایی در سال ۲۰۲۰ با انیمیشن بابابزرگ عاشق‌پیشه بود موفق به دریافت جایزهٔ بهترین انیمیشن کوتاه از هفتاد و سومین دورهٔ جوایز بفتا شد.